# Gong Guohua
Gong Guohua, född 22 januari 1964, är en friidrottare från Kina. Han deltog vid olympiska sommarspelen 1988.